# Elezioni suppletive per la Camera dei rappresentanti degli Stati Uniti d'America del 1807
Nel corso del 1807 si tennero elezioni suppletive per la Camera dei rappresentanti per eleggere deputati della Camera nei distretti rimasti vacanti.

## Risultati

### 6º distretto congressuale della Carolina del Sud
Le elezioni suppletive nel 6° distretto congressuale della Carolina del Sud si sono tenute l'1 e il 2 giugno, in seguito alla morte di Levi Casey.
| Partito                            | Partito                                               | Candidato                          | Risultati 1-2 giugno | Risultati 1-2 giugno |
| Partito                            | Partito                                               | Candidato                          | Voti                 | %                    |
| ---------------------------------- | ----------------------------------------------------- | ---------------------------------- | -------------------- | -------------------- |
|                                    | Democratico-Repubblicano                              | Joseph Calhoun                     | 1 088                | 50,96                |
|                                    | Indipendente                                          | William Burnsides                  | 439                  | 20,56                |
|                                    | Indipendente                                          | Ferdinand Nance                    | 355                  | 16,63                |
|                                    | Federalista                                           | John A. Elmore                     | 253                  | 11,85                |
|                                    |                                                       |                                    |                      |                      |
| Iscritti                           | Iscritti                                              | Iscritti                           | 2 135                | 100,00               |
| ↳ Votanti (% su iscritti)          | ↳ Votanti (% su iscritti)                             | ↳ Votanti (% su iscritti)          | 2 135                | 100,00               |
| ↳ Voti validi (% su votanti)       | ↳ Voti validi (% su votanti)                          | ↳ Voti validi (% su votanti)       | 2 135                | 100,00               |
| ↳ Schede non valide (% su votanti) | ↳ Schede non valide (% su votanti)                    | ↳ Schede non valide (% su votanti) | 0                    | 0,00                 |
| ↳ Astenuti (% su iscritti)         | ↳ Astenuti (% su iscritti)                            | ↳ Astenuti (% su iscritti)         | 0                    | 0,00                 |
|                                    |                                                       |                                    |                      |                      |
|                                    | Esito: collegio confermato a Democratico-Repubblicano |                                    |                      |                      |

### 12º distretto congressuale del Massachusetts
Le elezioni suppletive nel 12° distretto congressuale del Massachusetts si sono tenute il 13 luglio, in seguito alle dimissioni di Levi Casey, eletto Massachusetts Attorney General.
| Partito                            | Partito                                               | Candidato                          | Risultati 13 luglio | Risultati 13 luglio |
| Partito                            | Partito                                               | Candidato                          | Voti                | %                   |
| ---------------------------------- | ----------------------------------------------------- | ---------------------------------- | ------------------- | ------------------- |
|                                    | Democratico-Repubblicano                              | Ezekiel Bacon                      | 949                 | 88,69               |
|                                    | Federalista                                           | Daniel Dewey                       | 121                 | 11,31               |
|                                    |                                                       |                                    |                     |                     |
| Iscritti                           | Iscritti                                              | Iscritti                           | 1 070               | 100,00              |
| ↳ Votanti (% su iscritti)          | ↳ Votanti (% su iscritti)                             | ↳ Votanti (% su iscritti)          | 1 070               | 100,00              |
| ↳ Voti validi (% su votanti)       | ↳ Voti validi (% su votanti)                          | ↳ Voti validi (% su votanti)       | 1 070               | 100,00              |
| ↳ Schede non valide (% su votanti) | ↳ Schede non valide (% su votanti)                    | ↳ Schede non valide (% su votanti) | 0                   | 0,00                |
| ↳ Astenuti (% su iscritti)         | ↳ Astenuti (% su iscritti)                            | ↳ Astenuti (% su iscritti)         | 0                   | 0,00                |
|                                    |                                                       |                                    |                     |                     |
|                                    | Esito: collegio confermato a Democratico-Repubblicano |                                    |                     |                     |

### Distretto congressuale at-large del Delaware
Le elezioni suppletive nel distretto congressuale at-large del Delaware si sono tenute il 6 ottobre, in seguito alle dimissioni di James M. Broom.
| Partito                            | Partito                                  | Candidato                          | Risultati 6 ottobre | Risultati 6 ottobre |
| Partito                            | Partito                                  | Candidato                          | Voti                | %                   |
| ---------------------------------- | ---------------------------------------- | ---------------------------------- | ------------------- | ------------------- |
|                                    | Federalista                              | Nicholas Van Dyke                  | 3 294               | 51,69               |
|                                    | Democratico-Repubblicano                 | John Dickinson                     | 3 078               | 48,31               |
|                                    |                                          |                                    |                     |                     |
| Iscritti                           | Iscritti                                 | Iscritti                           | 6 375               | 100,00              |
| ↳ Votanti (% su iscritti)          | ↳ Votanti (% su iscritti)                | ↳ Votanti (% su iscritti)          | 6 375               | 100,00              |
| ↳ Voti validi (% su votanti)       | ↳ Voti validi (% su votanti)             | ↳ Voti validi (% su votanti)       | 6 372               | 99,95               |
| ↳ Schede non valide (% su votanti) | ↳ Schede non valide (% su votanti)       | ↳ Schede non valide (% su votanti) | 3                   | 0,05                |
| ↳ Astenuti (% su iscritti)         | ↳ Astenuti (% su iscritti)               | ↳ Astenuti (% su iscritti)         | 0                   | 0,00                |
|                                    |                                          |                                    |                     |                     |
|                                    | Esito: collegio confermato a Federalista |                                    |                     |                     |

## Riepilogo
| Data       | Stato            | Collegio | Parlamentare uscente | Partito                  | Parlamentare eletto | Partito                  |
| ---------- | ---------------- | -------- | -------------------- | ------------------------ | ------------------- | ------------------------ |
| 1-2 giugno | Carolina del Sud | 6°       | Levi Casey           | Democratico-Repubblicano | Joseph Calhoun      | Democratico-Repubblicano |
| 13 luglio  | Massachusetts    | 12°      | Barnabas Bidwell     | Democratico-Repubblicano | Ezekiel Bacon       | Democratico-Repubblicano |
| 6 ottobre  | Delaware         | At-large | James M. Broom       | Federalista              | Nicholas Van Dyke   | Federalista              |